# うそつきは警官の始まり
『うそつきは警官の始まり』（うそつきはけいかんのはじまり、原題：Phata Poster Nikhla Hero）は、2013年に公開されたインドのアクション・コメディ映画。ラージクマール・サントーシが監督を務め、シャーヒド・カプール、イリアナ・デクルーズが出演している。

## キャスト
- ヴィシュワース・ラオ - シャーヒド・カプール
- カージャル - イリアナ・デクルーズ
- サヴィトリ・ラオ - パドミニー・コールハープル（英語版）
- 警察委員長 - ダルシャン・ジャリーワーラー
- グンダッパ・ダス - サウラブ・シュクラ
- ジョギ・バーイ - サンジャイ・ミシュラー
- ゴールパデ署長 - ザキール・フセイン（英語版）
- ヤシュワンス・ラオ - ムケーシュ・ティワーリー（英語版）
- チーフ・セキュリティー・オフィサーの娘 - ディーピカー・カマイアー（英語版）
- 局長 - ティーヌー・アーナンド
- 本人役 - サルマーン・カーン
- 「Dhating Naach」シーン出演 - ナルギス・ファクリ（英語版）

## 製作
当初、ヒロイン役にはダイアナ・ペンティが起用されたと報じられていたが、最終的にはイリアナ・デクルーズが起用されている。主人公の母親役にはパドミニー・コールハープルが起用され、ディーピカー・カマイアーがカプールとデクルーズの間で重要な役割を果たす役柄を演じることが発表された。

## 評価
タラン・アダルシュは3.5/5の星を与え、「『うそつきは警官の始まり』は昔ながらのコミック・エンターテイナーを思い出させます。十分なプロットがあるわけではありませんが、多くの労力を必要とせずに流れに乗ることができます。あなたが笑い、物語が結末に行き着いたころ、映画が不思議なプロットとベーシックなキャラクターであなたを虜にしたことに気付くでしょう。全体的に『うそつきは警官の始まり』はエンターテイナーです。もし、あなたが『Ajab Prem Ki Ghazab Kahani』のチームを称賛するなら、この活気に満ちた万華鏡的で軽快なエンターテイナーを重ねる可能性があります」と批評している。
インディア・トゥデイのファヘーム・ルハニは3/5の星を与え、「サントーシは脚本家、監督、ダイアログ脚本家として良い仕事をします。彼は映画前半と同じ方法で観客の興味を捉えることができたら、素晴らしかったでしょう。それでも、映画は僅かな笑い以上の価値があります」と批評している。